# 킬라코
킬라코(스페인어: Quilaco)는 칠레 비오비오주 비오비오현의 코무나이다.